# Sarzedas
Sarzedas is een plaats (freguesia) in de Portugese gemeente Castelo Branco en telt 1738 inwoners (2001).